# Teledifusión de Macao
Teledifusión de Macao S. A. A. l. (TDM) (en chino tradicional, 澳門廣播電視股份有限公司; en portugués: Teledifusão de Macau) es la empresa local responsable de brindar el servicio público gratuito de transmisión de radio y televisión en la Región Administrativa Especial de Macao.

## Historia
Fundada como empresa pública con administración independiente el 1 de enero de 1982 por el gobierno colonial portugués, la Companhia de Televisão e Radiodifusao de Macau (TDM), reemplazó a la extinta Emissora de Radiodifusao de Macau (ERM). Ese mismo año, Rádio Macau, encargada de prestar el servicio público de radiodifusión y creada en 1976, también pasó a depender de TDM, creando un conglomerado público de medios multi-idioma.
El primer canal de televisión local inició su actividad el 13 de mayo de 1984, con emisiones diarias de 18 a 23 horas, alternando programas en portugués y chino. En 1990, este único canal TDM se dividió en dos canales: Chong Man Toi (en idioma chino ) y Canal Macau (en idioma portugués ). 
En agosto de 1988, debido a escándalos de corrupción e ineficiencia, y con pérdidas que superaban las 100 patacas anuales, TDM fue vendida a un consorcio público-privado, Teledifusao de Macau, con una participación estatal reducida al 50.5%.
Actualmente, Radio Macau sigue contando con dos canales: Ou Mun Tin Toi (en chino) y Rádio Macau (en portugués).Además de la señal TDM, los residentes de la Región Administrativa Especial también reciben la señal de CCTV, Southeast Television, Hunan TV y Guangdong Television.
TDM cesó la transmisión analógica a partir de las 00:00 horas del 30 de junio de 2023. 

### Polémica por las normas de radiodifusión de 2021
El 10 de marzo de 2021, a la luz de las recientes protestas en la vecina Hong Kong, a las que siguió la aprobación de una ley de seguridad nacional, los directivos de TDM se dirigieron a la empresa en relación con las nuevas normas de radiodifusión, que exigen a la empresa promover "el patriotismo, el respeto y el amor" por la China continental, y abstenerse de emitir reportajes críticos con el gobierno chino. Varios periodistas han dimitido de la emisora a raíz de este conflicto, y los sindicatos de periodistas locales han criticado las normas por considerarlas un atentado contra la libertad de prensa. 
Debido a esto, el ministro de Asuntos Exteriores portugués, Augusto Santos Silva, les advirtió de que la libertad de prensa forma parte de la Ley Básica de Macao, afirmando que el gobierno portugués espera que se cumpla la ley. El Jefe del Ejecutivo de Macao, Ho Iat-seng, negó que se estuvieran imponiendo restricciones a la libertad de prensa. Tras las críticas, los directivos de TDM declararon que seguirían aplicando su actual política editorial.

## Transmisiones en portugués
El Canal Macao del grupo TDM emite actualmente programas en portugués, algunos de los cuales proceden de RTP Internacional. TDM también proyecta telenovelas producidas por Globo. Los principales programas realizados por TDM son los informativos locales diarios, cuya duración suele ser de 30 a 45 minutos; la transmisión en vivo de la misa dominical celebrada en la Igreja da Sé; y la difusión de algunas reuniones de la Asamblea Legislativa. Pero TDM también cuenta con programas temáticos semanales como TDM DESPORTO, Montra do Lilau (revista cultural), TDM Entrevista, TDM Talk Show y Contraponto (programa de debates).
Además, TDM mantiene un canal de radio en portugués, Rádio Macau, con producción propia, que transmite de 7 a 24 horas. A partir de ese momento la Radio emite en cadena la programación de RDP - Antena 1. Radio Macau transmite noticias locales, así como programas musicales y de información, y también tiene programas especiales en indonesio y tagalo.

## Transmisiones en otros idiomas
En Canal Macau, TDM también emite en inglés, con un programa de noticias y un programa de entrevistas. Respecto a las transmsiones en chino, TDM no produce contenido propio, sino que se limita a ofrecer la señal de otros canales disponibles en China continental, tales como CCTV-1, CCTV-13, CGTN, CGTN Documentales, Strait Television, Hunan TV World, Southeast Televsion y GDTV World.